# Fossa Eugeniana

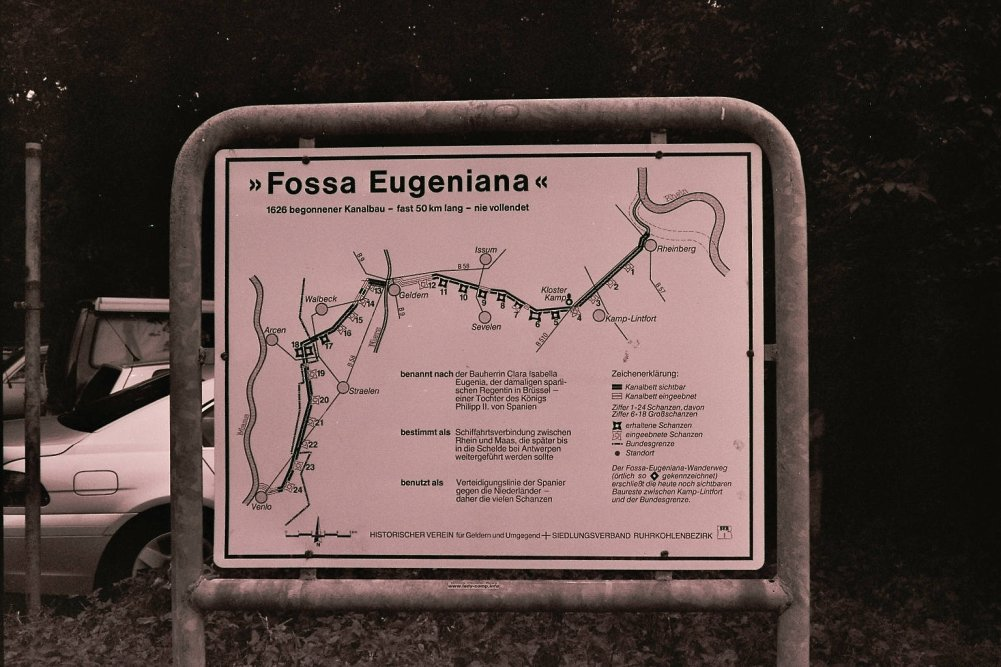
Parcours de la Fossa Eugeniana

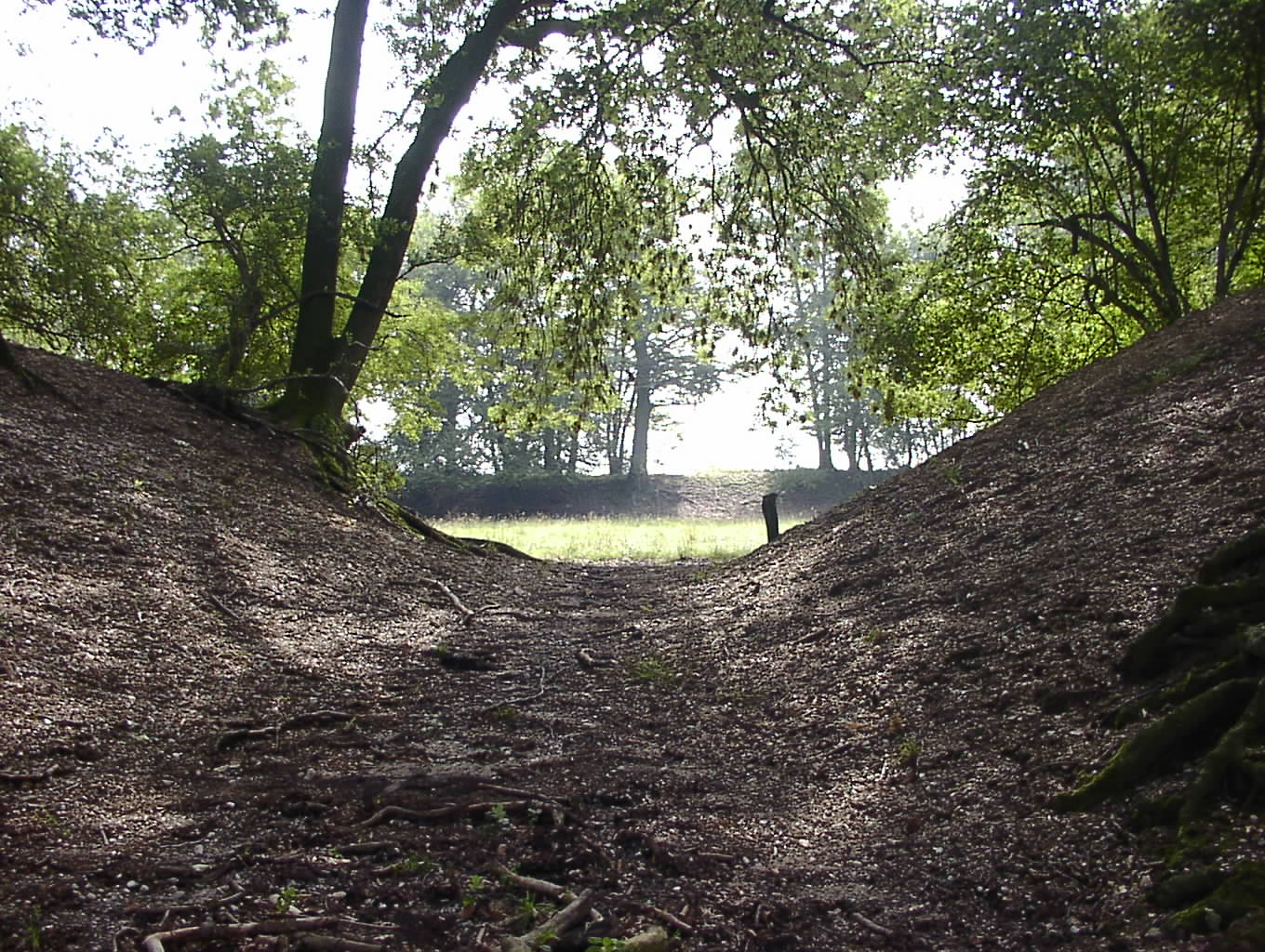
Accès à la tranchée 6

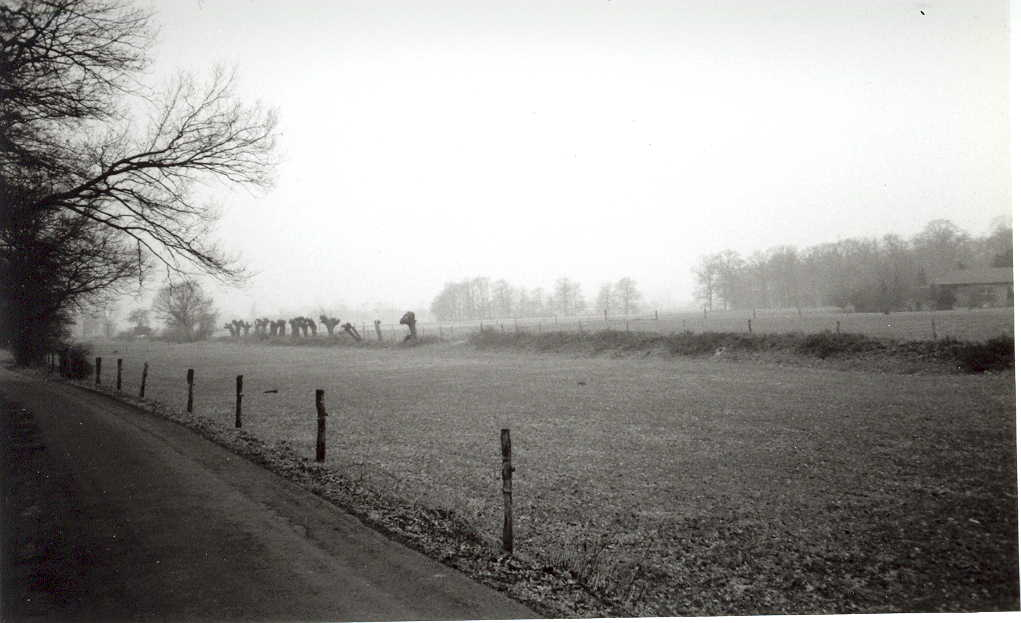
Une section de la Fossa Eugeniana non terminée

La Fossa Eugeniana est un canal reliant la Meuse (à Venlo) et le Rhin (à Rheinberg), dont le creusement a été entrepris en 1626, mais a été interrompu en 1629 avant son achèvement. 
Il est aujourd'hui en partie conservé. Sa largeur est d'environ 4,3 m là où elle peut encore être déterminée et sa longueur d'environ 50 km.
L'objectif de cette entreprise, conçue par la régente des Pays-Bas espagnols, Isabelle-Claire-Eugénie d'Autriche, fille de Philippe II d'Espagne (1527-1598), qui lui a donné son nom, était d'affaiblir le commerce des Provinces-Unies, contre lesquelles le roi d'Espagne était en guerre, dans le cadre de la guerre de Quatre-Vingts Ans (1568-1648).

## Contexte historique

### L'insurrection des Pays-Bas et la naissance des Provinces-Unies
En 1566 débute dans les Pays-Bas des Habsbourg (les Dix-Sept Provinces) une révolte contre Philippe II, souverain des Pays-Bas en même temps que roi d'Espagne. Cette révolte se transforme en insurrection en 1568, sous la conduite du prince Guillaume d'Orange. 
En 1579, les villes et provinces insurgées forment l'union d'Utrecht, dont les États généraux proclament en 1581 la déchéance de Philippe II de ses droits aux Pays-Bas, par l'acte de La Haye, considéré comme le point de départ des Provinces-Unies. Après la reprise d'Anvers par les Espagnols (1585), les Provinces-Unies sont réduites aux sept provinces du nord des Pays-Bas, notamment la Hollande et la Zélande, et deviennent la république des Sept Provinces-Unies des Pays-Bas. 

### Le développement commercial des Provinces-Unies au début duXVIIesiècle
Par la suite, la guerre (jusqu'en 1648) n'aboutit qu'à des changements périphériques. 
Mais dès les années 1600, les Provinces-Unies se lancent dans des entreprises commerciales et coloniales de grande ampleur, avec notamment la Compagnie des Indes orientales (1602), pour l'essentiel au détriment de l'Espagne ou du Portugal (depuis 1580 possession du roi d'Espagne), tout en maintenant en aval d'Anvers une insécurité qui réduit à peu de choses le commerce de ce port, le premier port européen au milieu du XVIe siècle.

## Histoire

### Conception
Le canal du Rhin à l'Escaut vise à rendre les provinces espagnoles des Pays-Bas indépendantes du florissant commerce sur le Rhin, afin que celui-ci ne contribue plus à leur trésor de guerre.[pas clair]

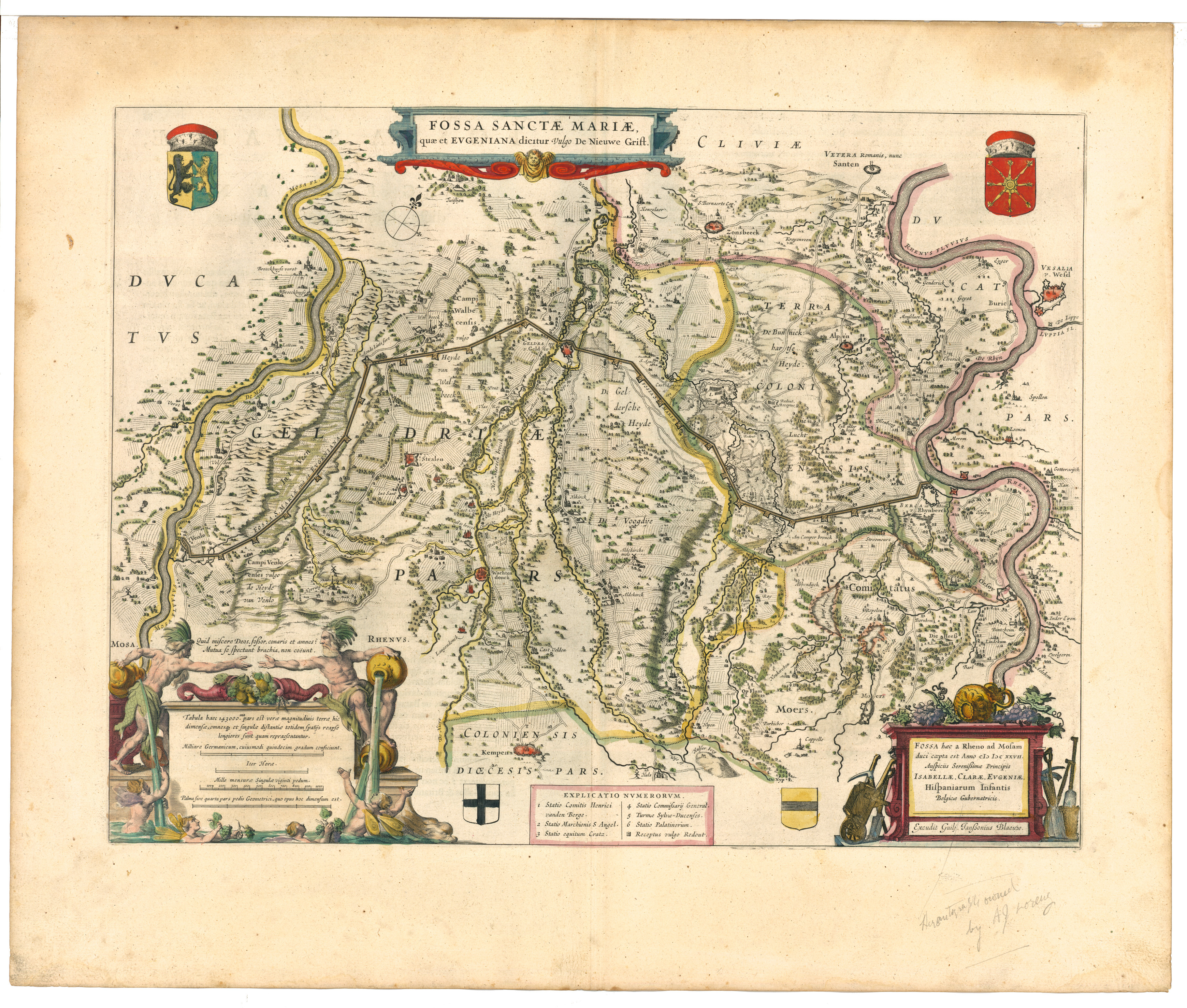
Carte de 1645

Il est prévu, dans un second temps, de prolonger ce canal jusqu'à l'Escaut, afin que l'on puisse passer du Rhin à la Mer du Nord sans emprunter sa partie aval. Il est même envisagé de détourner le Rhin vers un nouveau lit afin de porter un coup aux ports des Provinces-Unies, notamment Amsterdam et Rotterdam.
Le canal a été pensé dès le début comme une ligne frontalière entre les Pays-Bas espagnols et les Provinces-Unies. Ainsi, 24 remparts avec des bastions ont été construits à emplacements réguliers. Cependant, cette protection s'est révélée insuffisante, et après plusieurs raids des Néerlandais, dont certains couronnés de succès, l'ensemble de la construction est abandonné.

### Construction
L'analyse du terrain est confiée à Jean de Médicis, marquis de Sant'Angelo sous les ordres d'Ambrogio Spinola.
Sous la direction du gouverneur du duché de Gueldre, le chantier commence avec grand zèle. Le premier coup de pelle est donné le 21 septembre 1626. Ce sont bientôt 8 000 travailleurs qui sont à la tâche. En novembre, lest tranchées sont mises en place et le canal de Rheinberg à Gueldre est déjà si large qu'il conduit de l'eau.
Le 17 juin 1627, la régente arrive à Roermond, et de là parcourt la Fossa Eugeniana de Venlo à Gueldre par Straelen.
La construction de la seconde moitié se heurte à des difficultés : problèmes techniques, incursions des troupes des Provinces-Unies, problèmes financiers de la couronne espagnole, amplifiés par la capture de la flotte des Indes en 1628. Les travaux cessent en 1629 à titre provisoire.
Avec la prise de Venlo en 1632 et celle de Rheinberg en 1633 par les Provinces-Unies sous Frédéric-Henri d'Orange-Nassau, la raison de la construction de la Fossa Eugeniana disparaît.

## Parcours du canal

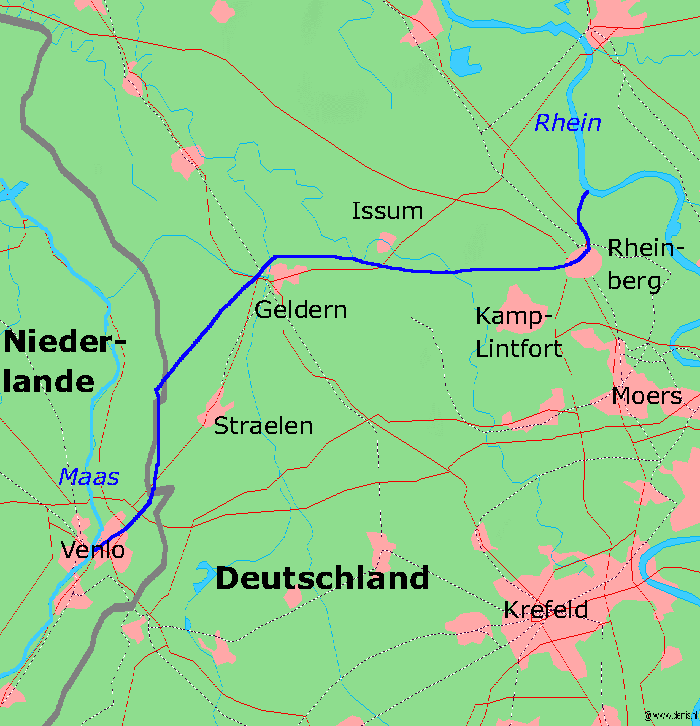
Le trajet de la Fossa Eugeniana

### De Rheinberg à Venlo
Le canal commence à Rheinberg (51° 34′ 39″ N, 6° 35′ 40″ E). De là, il progresse vers l'Ouest, au nord de Kamp-Lintfort, longeant l'Abbaye de Kamp, entre Sevelen et Issum en direction de Gueldre.
Il continue vers le sud en longeant Walbeck, où il conduit encore de l'eau, et où il est connu sous le nom de Grift. De là, il oblique encore plus vers le sud entre Arcen en Velden (aux Pays-Bas) et Straelen. Il débouche dans la Meuse près de Venlo  (51° 22′ 00″ N, 6° 10′ 00″ E).

### Les parties aujourd'hui visibles
De nos jours, on peut encore identifier de longues parties du parcours du canal. On peut encore voir certains des fossés, en particulier entre Rheinberg et Gueldre. On trouve là aussi une plaque commémorative entre l'Allemagne et les Pays-Bas.
À la fin des années 1990, un chemin pour promeneurs, cyclistes et skaters a été aménagé le long du canal sur environ 60 km.